# Königsfeld
Königsfeld é um município da Alemanha, no distrito de Bamberg, na região administrativa da Alta Francónia, estado de Baviera. Pertence ao Verwaltungsgemeinschaft de Steinfeld.

## Distritos ou vilas
Distritos (Ortsteile, singular: Ortsteil) ou vilas do município de Königsfeld (população em 2009):
|  |  | Huppendorf    | 140 |
|  |  | Königsfeld    | 561 |
|  |  | Kotzendorf    | 106 |
|  |  | Laibarös      | 139 |
|  |  | Poxdorf       | 143 |
|  |  | Treunitz      | 148 |
|  |  | Voitmannsdorf | 126 |